# Casa del Castlà
La casa del Castlà és un edifici de la Granada (Alt Penedès) declarat bé cultural d'interès nacional. Rep el nom del castlà, que era l'administrador feudal del castell de la Granada.
És un casal residencial fortificat, entre mitgeres, compost de planta baixa, pis i golfes. Té un portal d'entrada adovellat i una finestra del pis principal arquitravada amb brancals, ampits i llindes de pedra, decorats amb motllures, mènsules i elements figuratius.